# Torpes, Doubs
Torpes är en kommun i departementet Doubs i regionen Bourgogne-Franche-Comté i östra Frankrike. Kommunen ligger i kantonen Boussières som tillhör arrondissementet Besançon. År 2022 hade Torpes 1 004 invånare.

## Befolkningsutveckling
Antalet invånare i kommunen Torpes
Referens:INSEE